# L'Homme de quarante ans
Pour plus de détails, voir Fiche technique et Distribution.
L'Homme de quarante ans (titre original : Upperworld) est un film américain réalisé par Roy Del Ruth sorti en 1934.

## Synopsis
Alexander Stream, un riche magnat des chemins de fer qui est entièrement dévoué à sa femme, a pourtant une liaison extra-conjugale avec une jeune fille, ce qui va le mener au chantage et au meurtre.

## Fiche technique
- Titre : L'Homme de quarante ans
- Titre original : Upperworld
- Réalisation : Roy Del Ruth
- Scénario : Ben Markson (non crédité) d'après une histoire de Ben Hecht, Charles MacArthur (non crédité) et Eugene Walter (non crédité)
- Producteurs : Hal B. Wallis et Jack L. Warner producteurs exécutifs (non crédités)
- Société de production et de distribution : Warner Bros. Pictures
- Musique : Bernhard Kaun (non crédité)
- Photographie : Tony Gaudio
- Montage : Owen Marks
- Direction artistique : Anton Grot
- Costumes : Orry-Kelly
- Pays de production :  États-Unis
- Langue : Anglais
- Format : Noir & blanc - 35 mm - 1,37:1 - Son : Mono
- Genre : Drame
- Durée : 73 minutes
- Date de sortie :
  - États-Unis : 28 avril 1934

## Distribution
- Warren William : Alexander Stream
- Mary Astor : Mme Hettie Stream
- Ginger Rogers : Lilly Linda
- Andy Devine : Oscar
- Dickie Moore : Tommy Stream
- Ferdinand Gottschalk : Marcus
- J. Carrol Naish : Lou Colima
- Sidney Toler : officier Moran
- Henry O'Neill : Banquier
- Robert Barrat : commissaire de police Clark
- Robert Greig : Marc Caldwell
- Frank Sheridan : inspecteur de police Kellogg
- John Qualen : Chris
- Willard Robertson : capitaine de Police Reynolds
- Theodore Newton : journaliste Rocklen
- Clay Clement : Médecin-examinateur
- Mickey Rooney : Jerry (scènes supprimées)